# Sărutări furate
Sărutări furate (Baisers volés) este un film francez din 1968 în regia lui François Truffaut.

## Prezentare
Antoine Doinel (Jean-Pierre Léaud) este îndrăgostit de Christine Darbon (Claude Jade). Proaspăt ieșit din armată, își ia tot felul de job-uri la care fie renunță repede, fie este concediat. Paznic de noapte la un hotel, el renunță după ce ajută un detectiv particular să descopere un caz de adulter și se angajează la o agenție de detectivi. Dar cum nu prea e talentat în arta spionajului, directorul agenției îi oferă un post la magazinul de pantofi al domnului Tabard, unde Antoine se îndrăgostește nebunește de doamna Tabard. Reangajat din nou, Antoine este depanator tv. Și cea care sună la aceasta firmă este chiar Christine... Acest film este bazat pe instabilitate și tema provizoriului, ceea ce se vede chiar de la începutul filmului unde Antoine este demis din armată, până la sfârșit, când omul care o urmărea pe Christine pune la îndoială fericirea ei cu Antoine.

## Distribuția
- Jean-Pierre Léaud - Antoine Doinel
- Claude Jade - Christine Darbon
- Delphine Seyrig - Fabienne Tabard
- Michael Lonsdale - Georges Tabard
- Harry-Max - dl. Henri
- André Falcon - dl. Blady
- Daniel Ceccaldi - Lucien Darbon
- Claire Duhamel - dna. Darbon
- Catherine Lutz - Catherine
- Martine Ferrière - dna. Turgan, vânzătoarea șefă la magazinul de pantofi
- Jacques Rispal - Colin
- Serge Rousseau - necunoscutul
- Paul Pavel - Julien
- François Darbon - ajutorul de șef Picard
- Simono - Albani, client al agenției
- Jacques Delord - prestidigitator Robert Espannet
- Marcel Berbert - actorul
- Pascale Dauman - femeia urmărită pe stradă
- Jean-François Adam - Albert Tazzi
- Chantal Banlier - o vânzătoare la Tabard
- Anik Belaubre - portăreasa la bordel (nemenționată)
- Liza Braconnier - prostituata tristă (nem.)
- Martine Brochard - dna. Colin (nem.)
- Robert Cambourakis - amantul timorat al dn-ei Colin (nem.)
- Léon Elkenbaum - dentistul (nem.)
- Karine Jeantet - vânzătoarea la magazinul de pantofi (nem.)
- Marcel Mercier - omul la garajul Darbon (nem.)
- France Monteil - prostituata gentilă (nem.)
- Joseph Mériau - omul la garajul Darbon (nem.)
- Carole Noe - fata înaltă (nem.)
- Madeleine Parard - prostituata urâtă (nem.)
- Christine Pellé - dra. Ida (nem.)
- Marie-France Pisier - Colette Tazzi (nem.)
- Jacques Robiolles - șomerul (nem.)
- Roger Trapp - M Shapiro (nem.)